# Перинтон (Мичиген)
Перинтон (енгл. Perrinton) град је у америчкој савезној држави Мичиген.

## Демографија
По попису из 2010. године број становника је 406, што је 33 (-7,5%) становника мање него 2000. године.
| Група             | 2000.       | 2010.       |
| Белци             | 430 (97,9%) | 383 (94,3%) |
| Афроамериканци    | 0 (0,0%)    | 1 (0,2%)    |
| Азијати           | 0 (0,0%)    | 1 (0,2%)    |
| Хиспаноамериканци | 3 (0,7%)    | 13 (3,2%)   |
| Укупно            | 439         | 406         |